# Arcidiocesi di Firenze

Il palazzo arcivescovile.

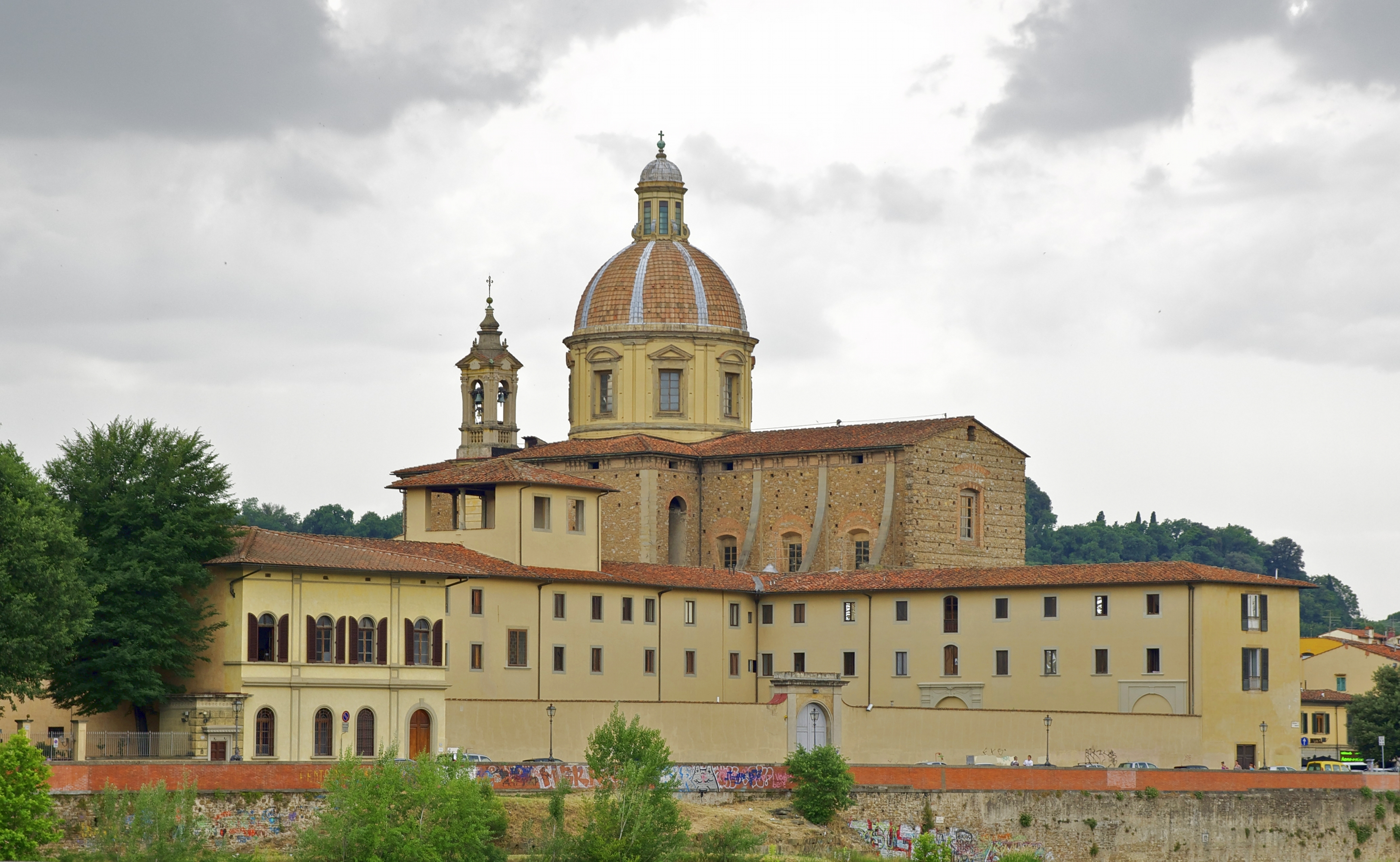
Il seminario maggiore arcivescovile di Firenze.

L'arcidiocesi di Firenze (in latino Archidioecesis Florentina) è una sede metropolitana della Chiesa cattolica in Italia appartenente alla regione ecclesiastica Toscana. Nel 2023 contava 797.227 battezzati su 811.258 abitanti. È retta dall'arcivescovo Gherardo Gambelli.
Patroni dell'arcidiocesi sono i vescovi san Zanobi e sant'Antonino Pierozzi, mentre la festa del patrono della città di Firenze è il 24 giugno, giorno della Natività di san Giovanni Battista.

## Territorio
L'arcidiocesi comprende gran parte della città metropolitana di Firenze. 
Sede arcivescovile è la città di Firenze, dove si trova la cattedrale di Santa Maria del Fiore.

### Parrocchie e vicariati
Il territorio si estende su 2.205 km² ed è suddiviso in 289 parrocchie, raggruppate in 17 vicariati.
Vicariati urbani
1. Porta San Frediano - 13 parrocchie
2. San Giovanni - 21 parrocchie
3. Porta al Prato - 14 parrocchie
4. Porta alla Croce - 17 parrocchie
5. Porta Romana - 23 parrocchie

Vicariati suburbani
1. Rifredi - 13 parrocchie
2. Scandicci - 12 parrocchie
3. Campi Bisenzio - 9 parrocchie
4. delle Signe - 16 parrocchie
5. Antella Ripoli e Impruneta - 28 parrocchie
6. Sesto Fiorentino e Calenzano - 17 parrocchie

Vicariati periferici
1. Mugello - 32 parrocchie
2. Valdelsa Fiorentina - 8 parrocchie
3. San Casciano Montespertoli Tavarnelle - 32 parrocchie
4. Empoli Montelupo - 26 parrocchie
5. Firenzuola - 11 parrocchie
6. Pontassieve - 9 parrocchie

### Basiliche minori
L'arcidiocesi comprende nel suo territorio numerose basiliche:
- cattedrale di Santa Maria del Fiore
- basilica di San Lorenzo
- battistero di San Giovanni
- basilica di San Miniato al Monte
- basilica di Santo Spirito
- basilica di Santa Trinita
- basilica di San Marco
- basilica di Santa Maria del Carmine
- basilica di Santa Maria Novella
- basilica di Santa Croce
- basilica della Santissima Annunziata
- basilica-santuario di Santa Maria dell'Impruneta

### Provincia ecclesiastica
La provincia ecclesiastica fiorentina comprende le seguenti suffraganee:
- diocesi di Arezzo-Cortona-Sansepolcro,
- diocesi di Fiesole,
- diocesi di Pistoia,
- diocesi di Prato,
- diocesi di San Miniato.

## Storia

### Epoca paleocristiana e alto medioevo

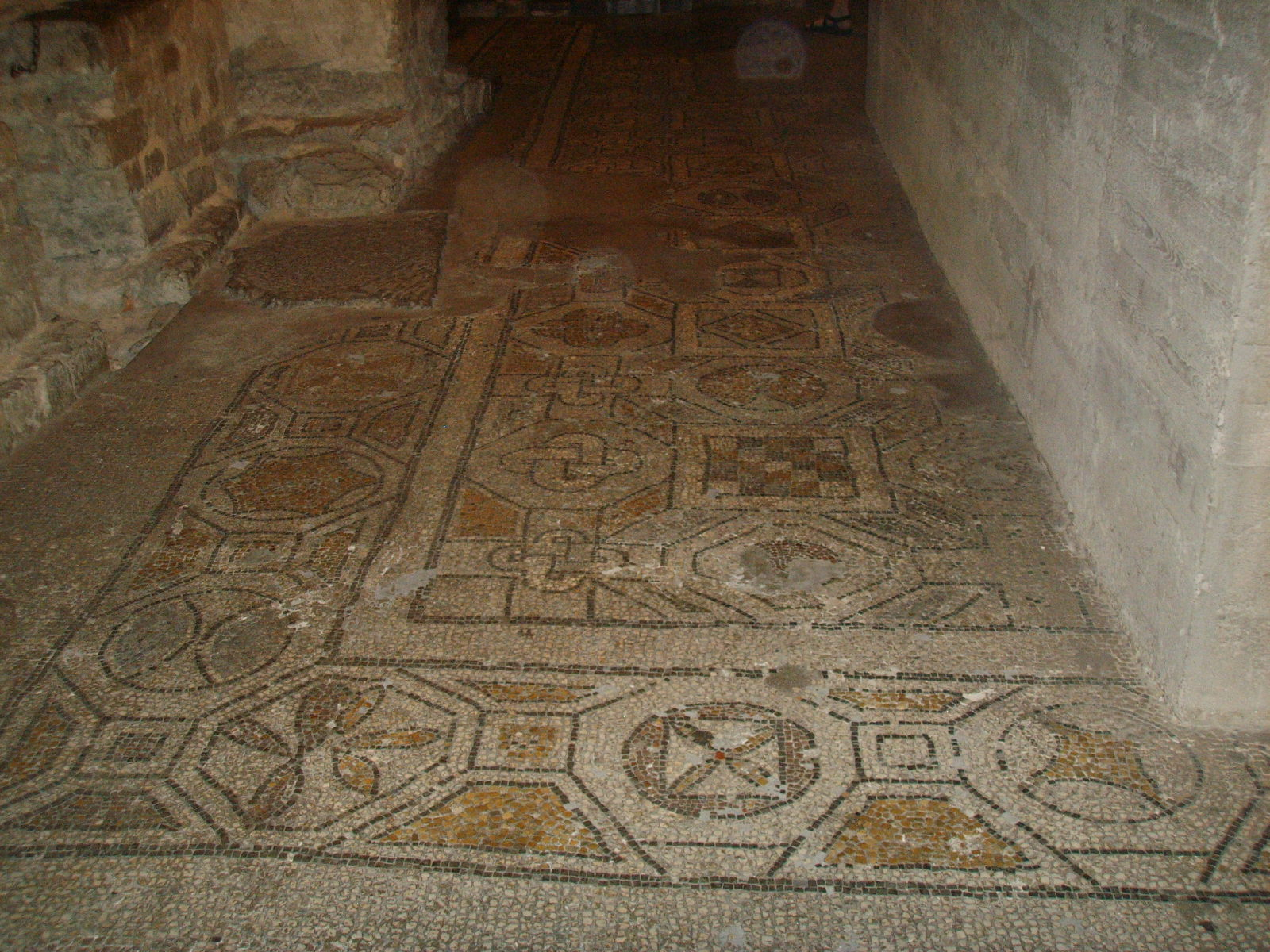
Pavimento paleocristiano della chiesa di Santa Reparata

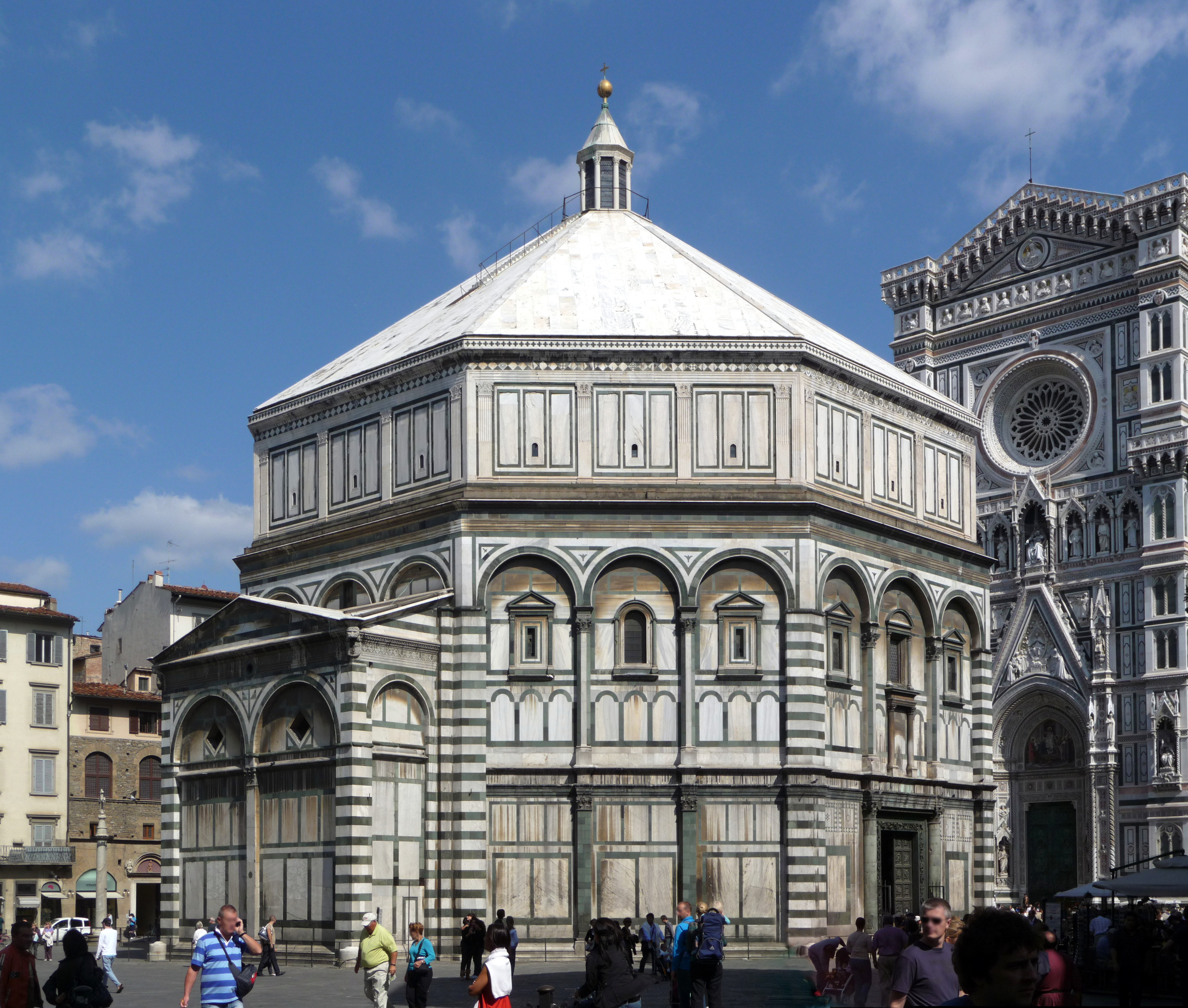
Battistero di San Giovanni di Firenze

L'evangelizzazione della Florentia romana viene fatta risalire al II secolo o all'inizio del III. La tradizione leggendaria consolidata dagli storici del Trecento, fa risalire la fondazione della Chiesa fiorentina ai discepoli di san Pietro apostolo, san Frontino e san Paolino, suffragata anche dalla presenza dei primi martiri come san Miniato e san Crescenzione. In realtà queste teorie, sebbene care alla devozione popolare, non hanno riscontri storici e l'arrivo del cristianesimo viene in genere fatto coincidere con la presenza, fissa o saltuaria, di mercanti greco-siriaci che vivevano nella zona di Oltrarno appena passato il predecessore del Ponte Vecchio, lungo la Via Cassia. Nella chiesa di Santa Felicita (dedicata a una martire orientale, appunto) sono state ritrovate le più antiche testimonianze di epigrafia paleocristiana a Firenze. Il primo vescovo storicamente accertato è Felice, che nel 313 era a Roma in un sinodo indetto da papa Milziade.
Un'affermazione più ampia del cristianesimo si ebbe sul finire del IV secolo. Nel 393 sant'Ambrogio fu ospite a Firenze e durante la consacrazione della chiesa di San Lorenzo, il dottore della chiesa pronunciò la famosa omelia dell'Exhortatio virginitatis. Al santo milanese, dopo la sua partenza, venne anche attribuita la vittoria contro i barbari di Radagaiso (406), avvenuta nel giorno di santa Reparata, da allora diventata, secondo la tradizione, protettrice della città. Con il vescovo san Zanobi si ebbe una prima efficace organizzazione in diocesi, la quale ormai poteva contare diverse chiese fuori dalle mura cittadine di allora: oltre alle citate Santa Felicita e San Lorenzo e l'appena iniziata Santa Reparata, futura cattedrale. Alcuni storici medievali avevano sostenuto che anche San Giovanni fosse stata una chiesa paleocristiana, ma questa convinzione è venuta meno dopo scavi archeologici che ne hanno accertato l'origine nel XII secolo, con fondazioni ben sopra lo strato di epoca tardo-romana.

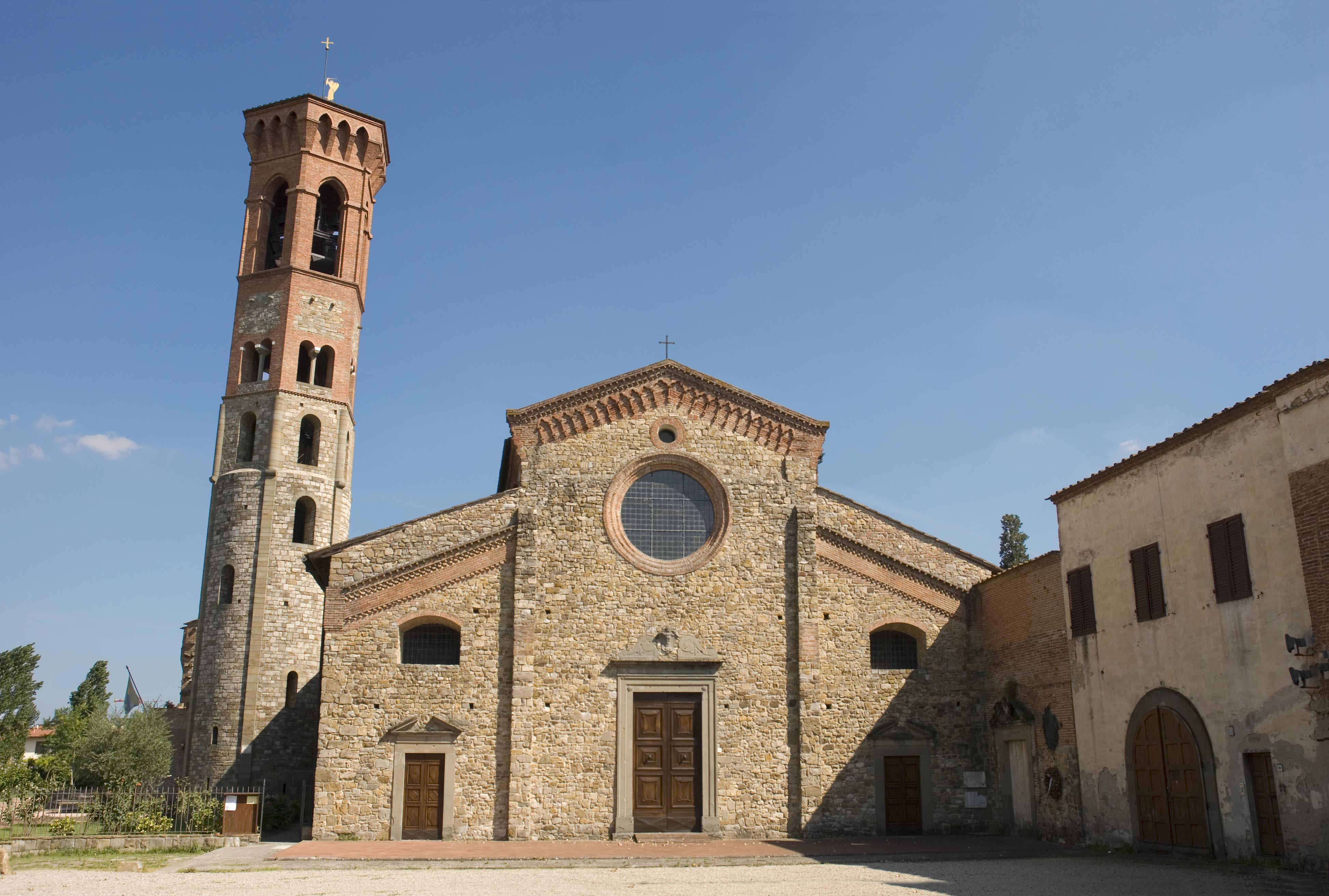
La Badia a Settimo

I Bizantini e i Longobardi, nei secoli successivi, aggiunsero poi le chiese di Sant'Apollinare e San Ruffillo. Altre chiese vennero poi fondate nel periodo carolingio e al clero fiorentino lo stesso Carlo Magno concesse alcuni privilegi, sebbene non sia storicamente valido quanto riportato in una tarda lapide sulla chiesa dei Santi Apostoli che cita la presenza del sovrano francese alla fondazione della chiesa.
La diffusione degli ordini monastici fu caratterizzata a Firenze da strutture piuttosto provinciali rispetto ad altre parti d'Italia, almeno fino alla fondazione della Badia fiorentina su iniziativa di Willa e suo figlio Ugo II di Tuscia nel 978. Il vescovo di Firenze aveva visto aumentare nei secoli immediatamente precedenti la sua autorità e presenza sul territorio, così alle soglie dell'anno Mille esso deteneva il primato economico-politico in città, riscuotendo le decime, avendo castelli e boschi su un ampio raggio di territorio e inviando podestà nelle cittadine dei dintorni.

### Basso medioevo

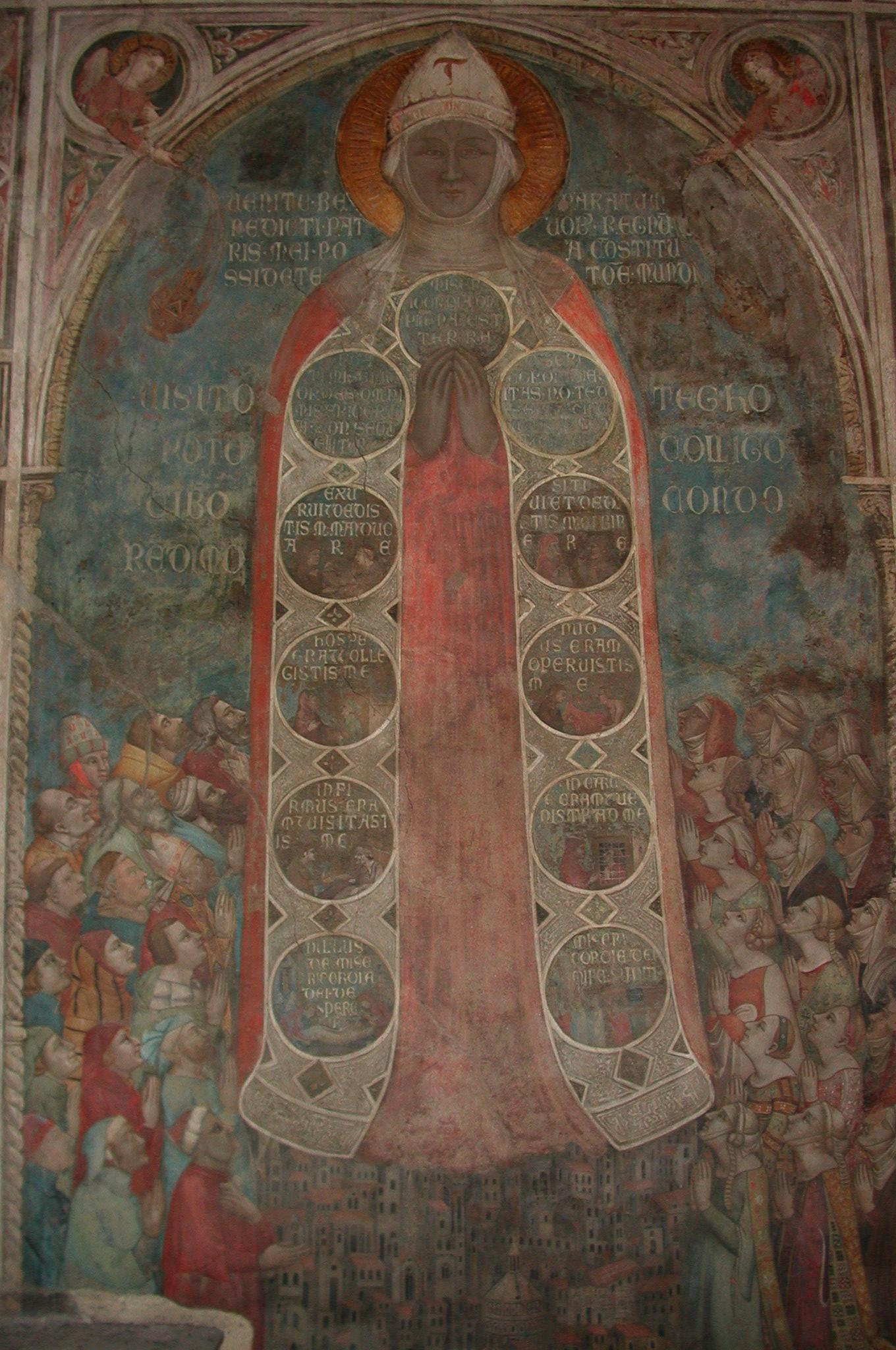
La Madonna della Misericordia della Confraternita omonima oggi nel Museo del Bigallo

Nel 1013 il vescovo Ildebrando fondò San Miniato al Monte, con l'annesso monastero occupato prima dai benedettini cluniacensi, poi dagli olivetani. Anche i cistercensi possedevano un loro monastero presso la Badia a Settimo.
Il vescovo Gherardo di Borgogna fu il primo presule fiorentino a diventare papa, con il nome di Niccolò II, ma né la sua presenza, né le riforme tentate da papa Vittore II riuscirono a frenare la dilagante simonia e il concubinaggio del clero. Insorse allora san Giovanni Gualberto e l'ordine da lui fondato dei Vallombrosani che nel 1060, in un epico confronto presso la chiesa di San Salvi, riuscirono a vincere il vescovo Pietro Mezzabarba e ad iniziare una crociata contro la corruzione cittadina.
Alla crescita di importanza di Firenze durante il XII secolo corrispose anche uno sviluppo della diocesi e una crescita di importanza della figura del vescovo: la ricchezza di chiese e monasteri è documenta anche nelle illustrazioni del Codice Rustici.
Il Duecento vide l'arrivo degli ordini mendicanti: prima san Francesco d'Assisi e i francescani (1217), poi i domenicani (1219), seguiti da agostiniani, carmelitani, umiliati e silvestrini che si disposero con le loro chiese, future basiliche, in cerchio attorno alle mura. Essi combatterono le eresie (come quella dei patarini) e sostennero la popolazione in un momento di vero e proprio "boom" demografico con una crescita costante di popolazione per il continuo afflusso di genti dal contado.

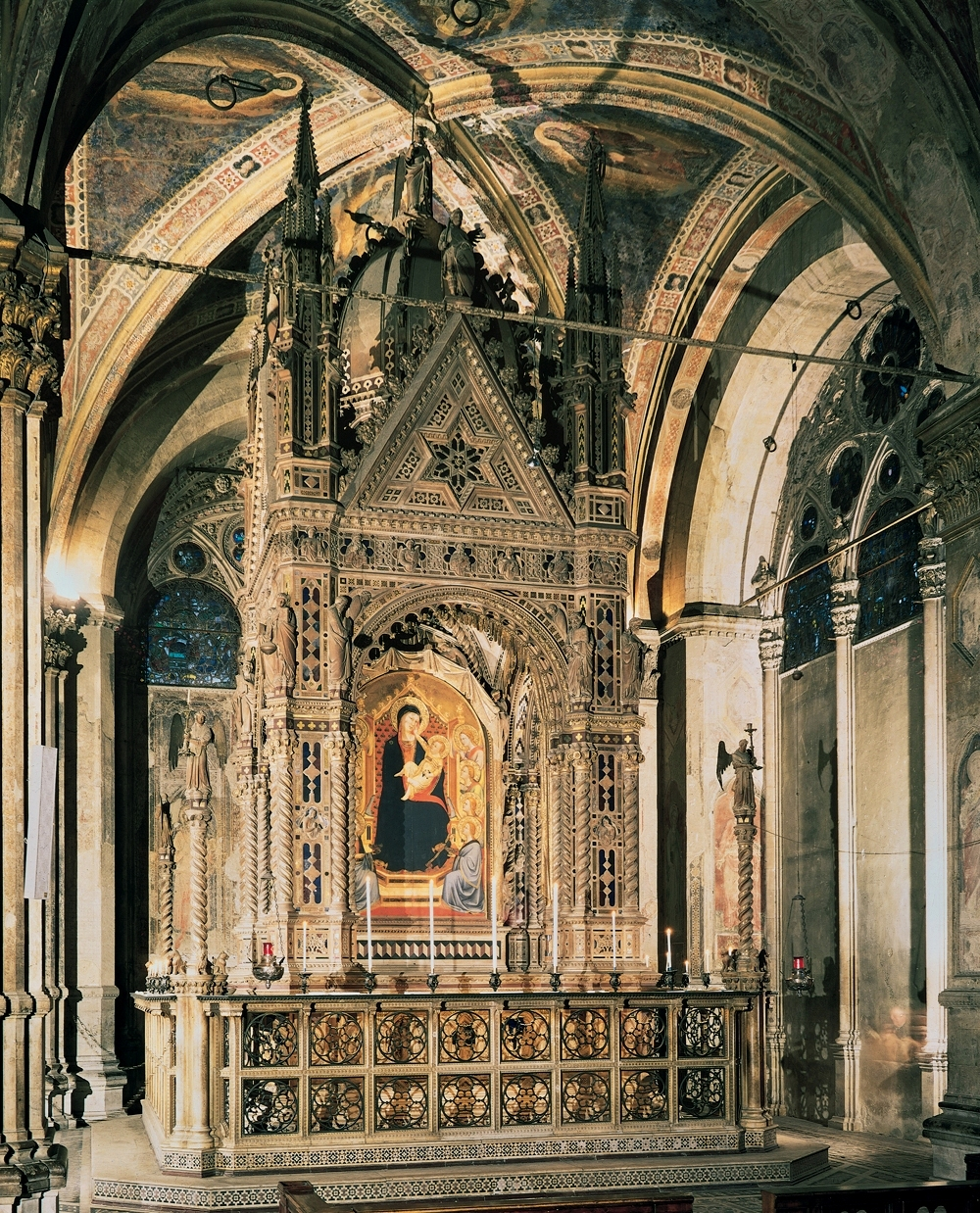
Interno della chiesa di Orsanmichele, ex-loggia del grano trasformata in chiesa dopo la cacciata del duca d'Atene

Inoltre quando l'economia cittadina iniziò ad essere vorticosa e accanto agli arricchiti si delinearono i poveri e poverissimi dei salariati e dei mestieranti più umili. Sorsero in questo periodo le compagnie del Bigallo, delle Laudi e, tradizionalmente su opera di san Pietro Martire, della Misericordia. Il clero era dotato di una scuola di perfezionamento e di un ricovero, presso la Compagnia di Gesù Pellegrino.
Nel 1233 nacque a Firenze l'ordine dei Servi di Maria ad opera dei Sette Santi Fondatori, che si stabilì sul sito della futura basilica della Santissima Annunziata. Nel 1294 Firenze aveva ormai una ricchezza che la poneva tra le principali città europee e poteva permettersi di deliberare l'inizio dei lavori per una nuova, grandiosa cattedrale dedicata a Maria e che rappresentasse il suo status e la sua potenza: la futura Santa Maria del Fiore, per la costruzione della quale venne abbattuta Santa Reparata. Fu in questo periodo che Dante, sebbene esule per ragioni politiche, scrisse un monumento al cristianesimo quale la "Divina" Commedia. La peste nera segnò solo una crisi temporanea della città, dopo la quale essa si riprese abbastanza velocemente: il suo fiorino era tra le monete più pregiate sui mercati europei.
Tra il 1375 e il 1378 la città si schierò apertamente contro il pontefice Gregorio XI nella cosiddetta guerra degli Otto Santi, che le valse una scomunica ottennale e l'imposizione di gravi imposte sul clero da parte del comune. Passato il conflitto, poco tempo dopo Niccolò Acciaiuoli fondò la Certosa di Firenze e il cardinale Pietro Corsini ottenne numerosi privilegi per sé e per Firenze. Il 10 maggio 1419 il suo parente Amerigo Corsini ottenne l'elevazione ad arcidiocesi durante la lunga presenza in città (circa un anno e mezzo) di papa Martino V. Lo stesso anno arrivava in città, protetto da Giovanni di Bicci de' Medici, Baldassarre Cossa, già antipapa Giovanni XXIII, che a Firenze trascorse i suoi ultimi mesi di vita.

### Il Rinascimento

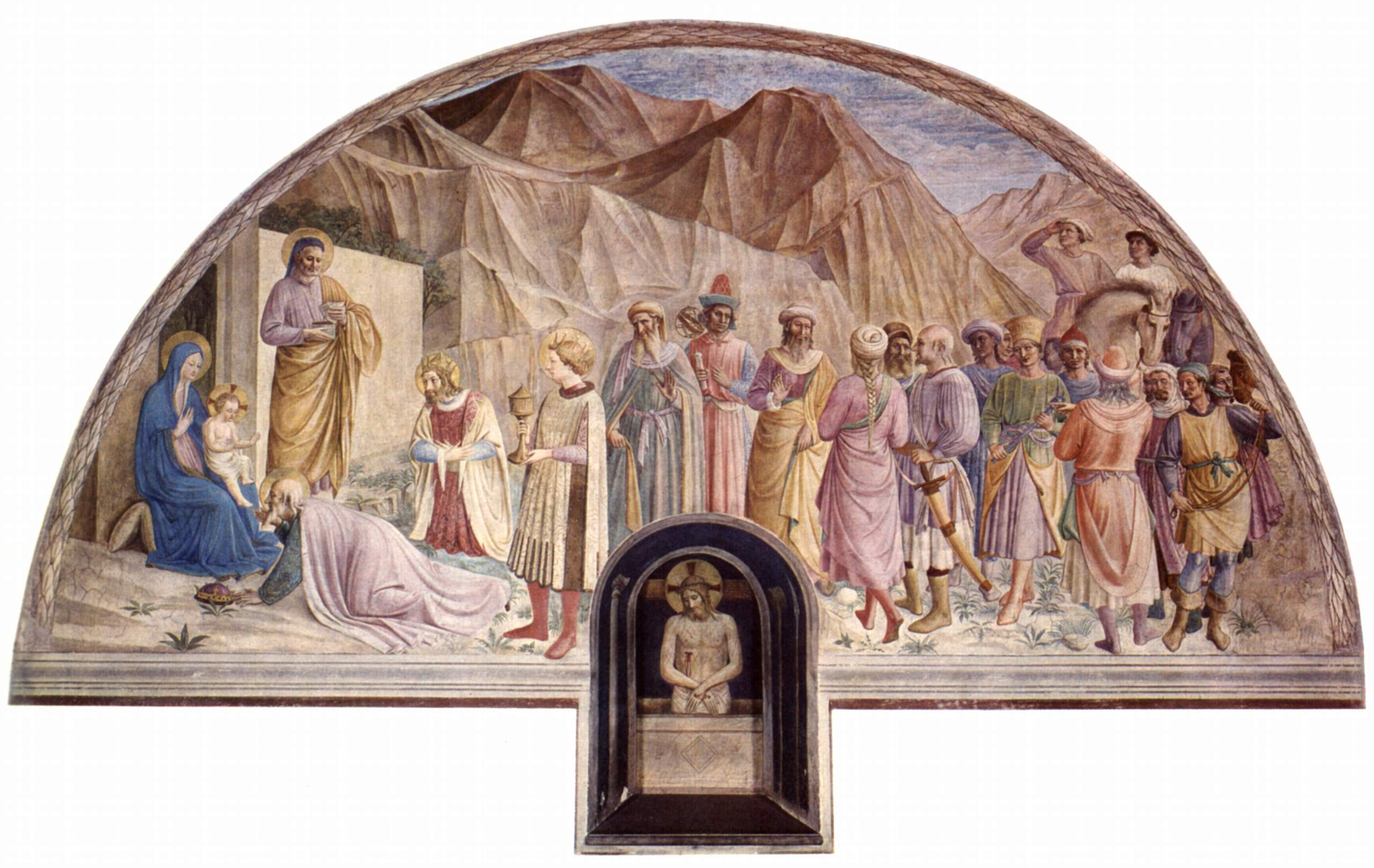
Adorazione dei Magi, affresco di Beato Angelico nel convento di San Marco (cella di Cosimo il Vecchio)

Grazie alla nascente potenza dei Medici nel 1439 Cosimo il Vecchio ottenne il trasferimento del Concilio di Ferrara a Firenze, dove tenne la sua fase conclusiva alla presenza di papa Eugenio IV, l'imperatore Giovanni VII Paleologo e il patriarca di Costantinopoli, oltre a numerosi vescovi e prelati della Chiesa latina e greca, tra quali spiccava il cardinale Basilio Bessarione. In quel periodo fu intrapresa anche una notevole opera di riforma e razionalizzazione del clero, delle istituzioni monastiche e dell'organizzazione in generale della diocesi fiorentina. Fu fondato dal papa il Collegio Eugeniano, una scuola per chierici che rivestì un ruolo di primissimo piano nella storia religiosa della città nei secoli a venire. Fu sempre nella prima metà del Quattrocento che Firenze riscoprì la passione per la bibliofilia e nacquero le prestigiose biblioteche come la Laurenziana e quella del Capitolo dei Canonici di Santa Maria del Fiore.
Per opera dei Medici la chiesa San Lorenzo divenne quasi una seconda cattedrale in città, arricchita oltre che dalle magnifiche architetture di Filippo Brunelleschi, anche da un proprio capitolo numeroso e ricchissimo. Grazie al mecenatismo di Cosimo il Vecchio Firenze ebbe anche un convento con spazi organizzati modernamente all'avanguardia, quello di San Marco, opera di Michelozzo dove lavorò intensamente anche Beato Angelico.

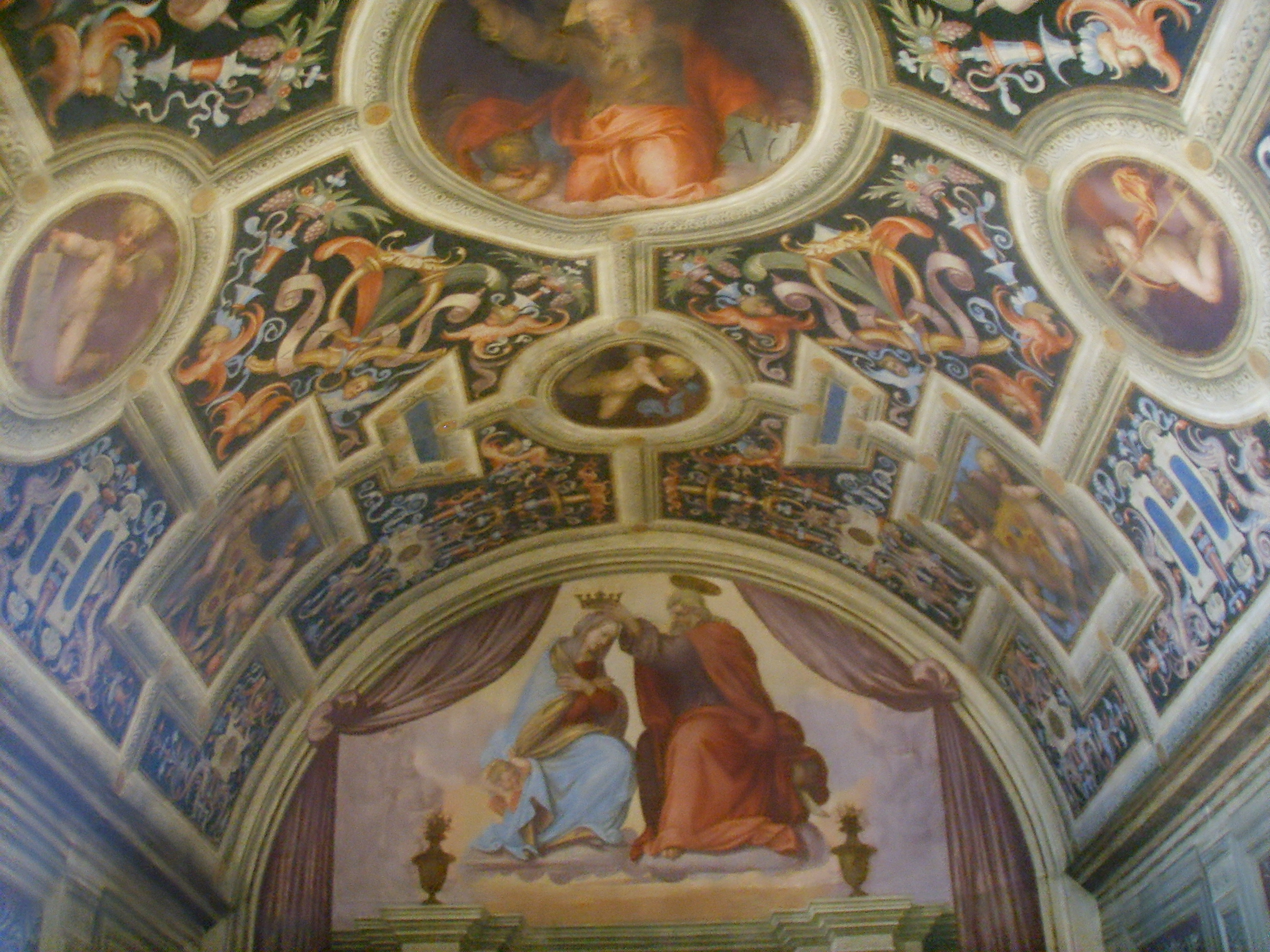
La cappella papale in Santa Maria Novella

Fu in conseguenza delle lotte politiche tra le famiglie che fu necessario istituire la Compagnia dei Buonomini di San Martino per venire incontro ai poveri "verghognosi", cioè le famiglie un tempo ricche cadute in disgrazia. Questa fu solo una delle opere di riforma volute dal grande arcivescovo sant'Antonino Pierozzi, uomo di cultura che seppe portare nella diocesi lo spirito razionale e ordinatore dell'umanesimo, anticipando alcune delle disposizioni del Concilio di Trento. Un'altra istituzione sorta per uno spirito analogo fu lo Spedale degli Innocenti, la prima istituzione dedicata esclusivamente all'aiuto dei bambini in Europa.
La figura di Savonarola fu quella che più influenzò, nel bene o nel male, la spiritualità e la società fiorentina, alla fine del XV.
Fino ad allora l'arcidiocesi aveva come diocesi suffraganee Fiesole e Pistoia. Si staccò nel 1460 la collegiata di Santo Stefano di Prato, dichiarata prepositura nullius, mentre si aggiunsero in seguito Sansepolcro (1520) e San Miniato (1526). Grande splendore a Firenze a alle sue chiese fu profuso nell'epoca dei papi medicei (Leone X e Clemente VII), sebbene furono anni difficili per le lotte che insanguinarono l'Italia. Gli anni del Granducato, a parte il contrasto tra Cosimo I e l'arcivescovo Antonio Altoviti (nato per questioni politiche con la famiglia Altoviti), sanato col tempo, furono piuttosto tranquilli e garantirono a Firenze un degno periodo di pace, sebbene serpeggiasse già agli inizi del Seicento una crisi economica che portò a un ridimensionamento della sua importanza nello scacchiere europeo.

### Sei e Settecento

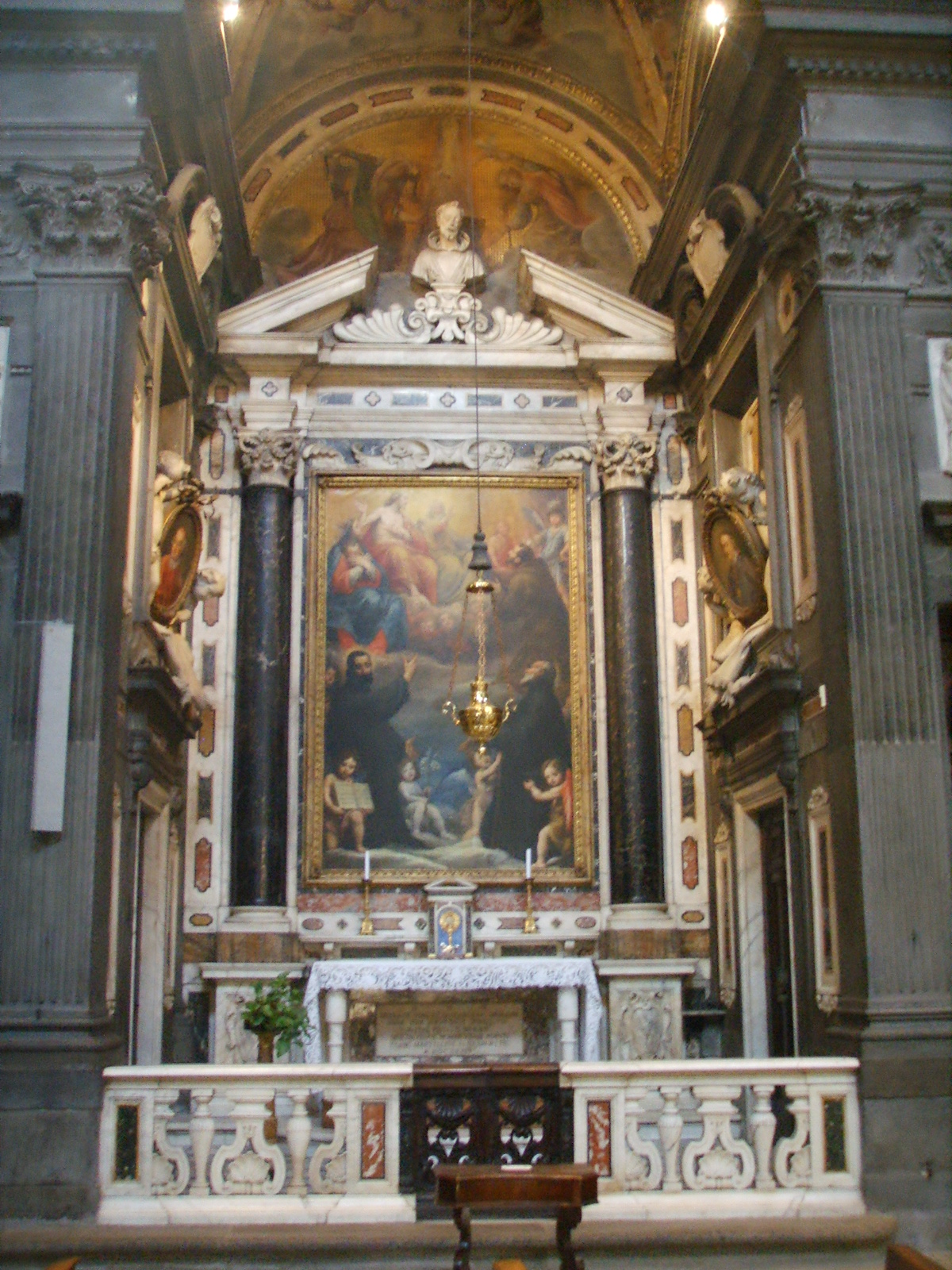
Altare barocco nella chiesa di San Gaetano

Nessuna delle congregazioni previste dal Concilio di Trento nacque a Firenze, ma presto vi arrivarono i Gesuiti, i Barnabiti, gli scolopi e i cappuccini. A Firenze nacque il grande riformatore della Roma papale, san Filippo Neri. Grande importanza per la vita spirituale cittadina nel XVII secolo ebbe la testimonianza e la mistica trinitaria di santa Maria Maddalena de' Pazzi. Il beato Ippolito Galantini fu un altro esempio di spiritualità e assistenzialismo, fondando la confraternita dei Vanchetoni. Due papi fiorentini furono Urbano VIII (Barberini) e Clemente XII (Corsini).
L'arcivescovo Tommaso Bonaventura della Gherardesca fondò il seminario maggiore nel 1712, affiancato dal 1802 dal seminario di Firenzuola, specializzato nella preparazione del clero delle località montane, e dal 1859 dal Convitto della Calza.
Nel Settecento si fece sentire forte anche la ventata del giansenismo che a Firenze, per impulso di riforma dello stesso granduca Pietro Leopoldo si manifestò con una serie di soppressioni di chiese e monasteri che culminò con l'applicazione delle leggi napoleoniche del 1808. Alla vena riformista di Pietro Leopoldo, modernissima sì, ma a volte anche spregiudicata, fece degna opposizione l'attività dell'arcivescovo Antonio Martini, che in più di un'occasione seppe tener testa ai soprusi granducali. Dietro alle secolarizzazioni si celavano ovviamente anche interessi economici di rilievo: il bilancio del Granducato del 1737-1738, a titolo di esempio, presentava le entrate dello stato in circa 335.000 scudi, a fronte di 1.758.000 degli ecclesiastici, con una popolazione religiosa pari al 3% circa del totale.
L'11 maggio 1784 l'arcidiocesi in virtù del breve Exponi Nobis di papa Pio VI acquisì la parrocchia di Santa Lucia a Trespiano dalla diocesi di Fiesole e contestualmente le cedette la parrocchia di San Martino a Mensola. Nello stesso l'arcidiocesi acquisì l'arcipretura di Piancaldoli e la rettoria di Castiglioncelli, che erano appartenute alla diocesi di Imola.

### L'epoca contemporanea

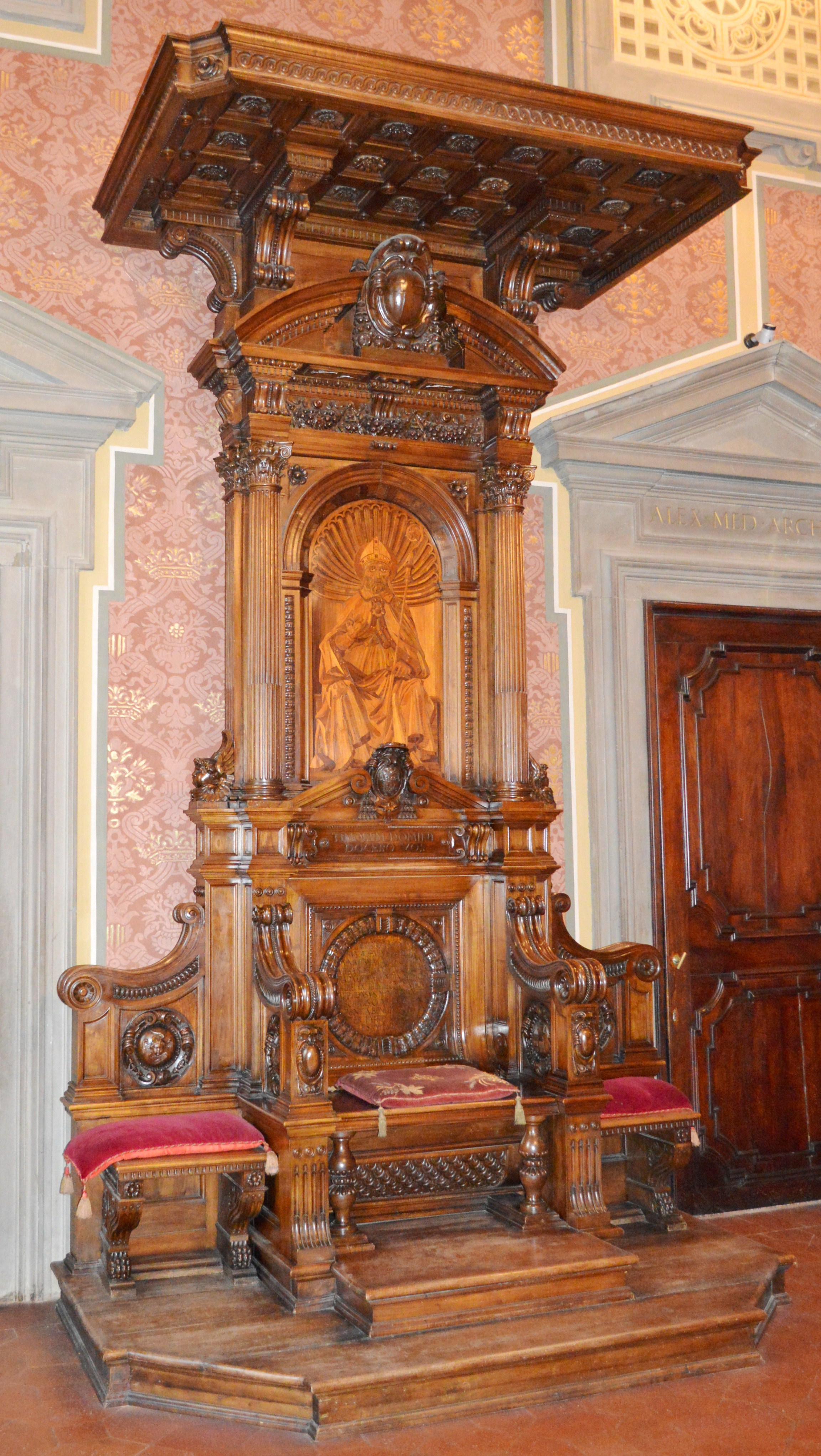
La cattedra donata al cardinale Alfonso Maria Mistrangelo nel 1918 dal collegio dei parroci urbani di Firenze, attualmente presso il Palazzo arcivescovile.

Il 25 marzo 1799 Firenze veniva invasa dai francesi. La cosiddetta occupazione francese dell'arcidiocesi si manifestò nella nomina di un vescovo francese, Antoine-Eustache d'Osmond, avversato dai fiorentini e da papa Pio VII che era prigioniero di Napoleone. Alla fine i francesi imposero la loro decisione, ma poco dopo la restaurazione li vide tornare sui loro passi. L'arcivescovo Pier Francesco Morali ebbe il difficile compito di sanare le fratture tra filofrancesi e filopapali dopo la fine dei conflitti.
Durante l'epoca di Firenze capitale (1865-1871) fu arcivescovo Giovacchino Limberti, il quale si trovò improvvisamente in una posizione di primissimo piano a livello nazionale. Se la sua opera pastorale e caritativa fu notevole, non si può dire altrettanto del suo operato politico: perseguitato dalla massoneria, fu chiamato per esempio a difendere Pio IX e il potere temporale del papa dopo la Breccia di Porta Pia contro il governo italiano, ed egli cercò di tenere una posizione conciliatoria che scontentò entrambe le parti.
Sotto l'episcopato di Alfonso Maria Mistrangelo (1899-1930) l'Azione cattolica ebbe la prima sede stabile a Firenze. Grande conforto alla popolazione durante momenti difficili come la Seconda guerra mondiale e l'alluvione di Firenze fu dato dagli arcivescovi dell'epoca: rispettivamente il benemerito cardinale Elia Dalla Costa e il cardinale Ermenegildo Florit.

## Cronotassi dei vescovi
Si omettono i periodi di sede vacante non superiori ai 2 anni o non storicamente accertati.
La lista si limita ai nomi attestati storicamente, le date si riferiscono all'episcopato.
- Felice † (attestato nel 313)

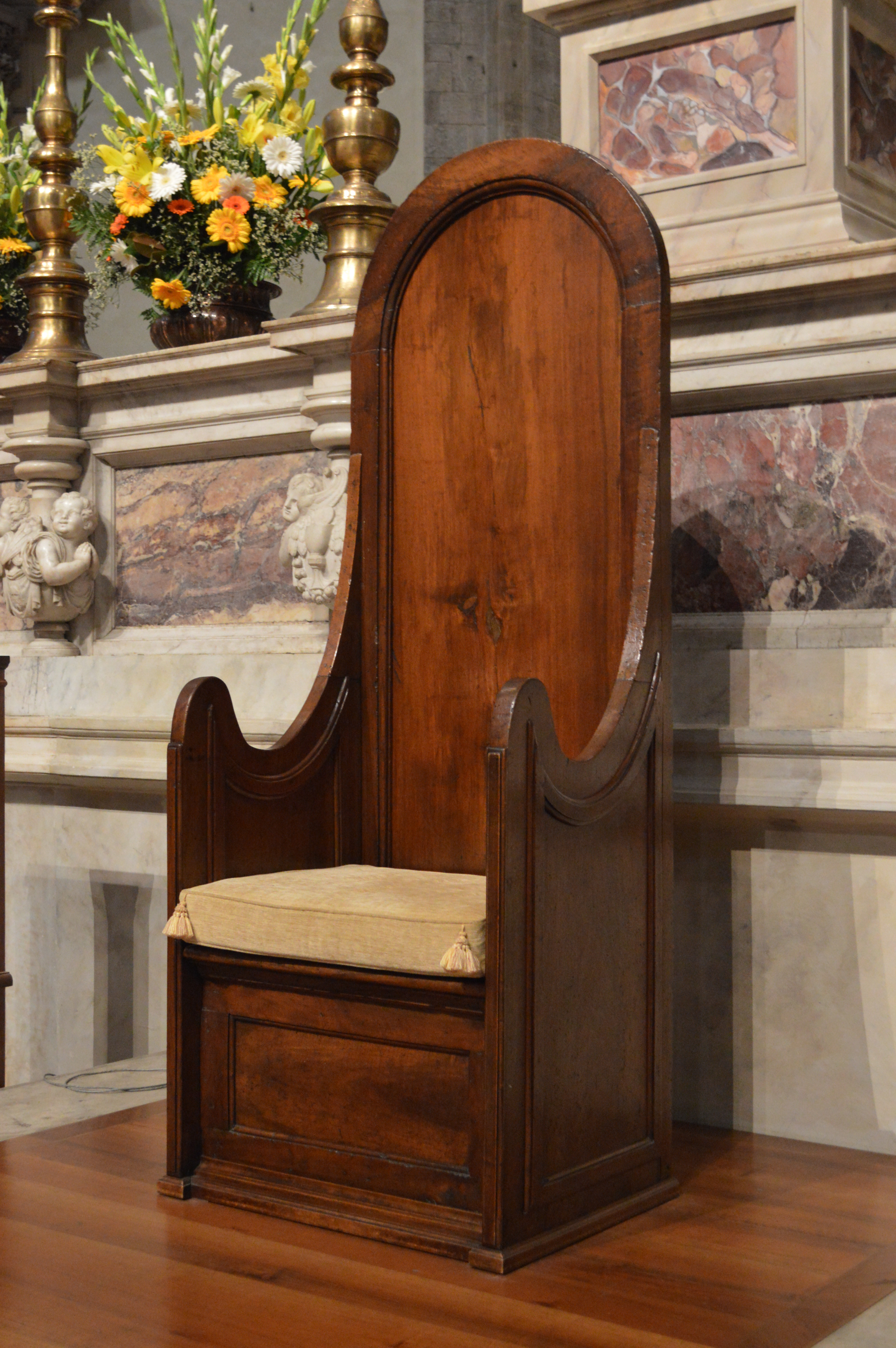
La cattedra arcivescovile

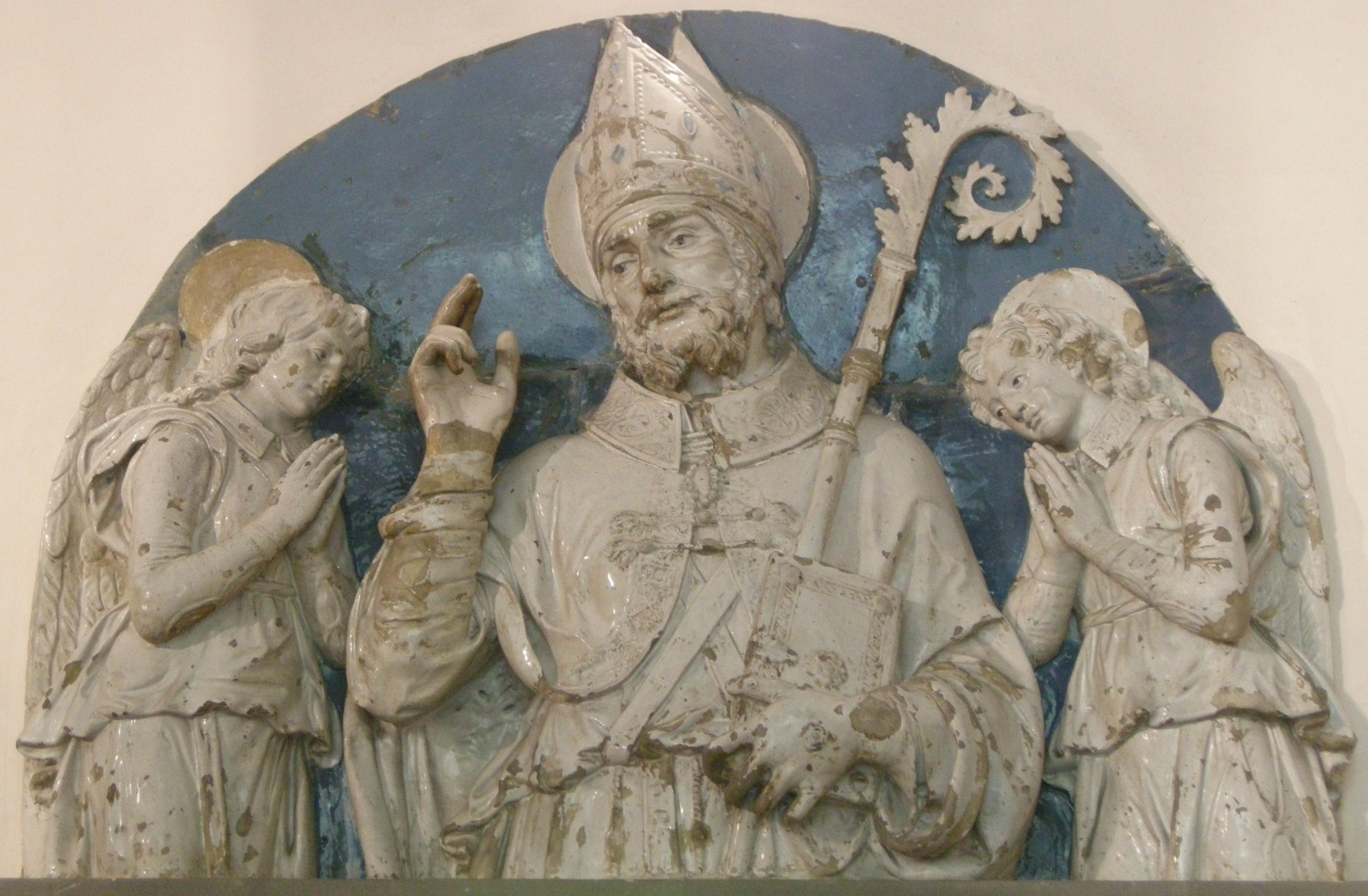
San Zanobi (Andrea della Robbia)

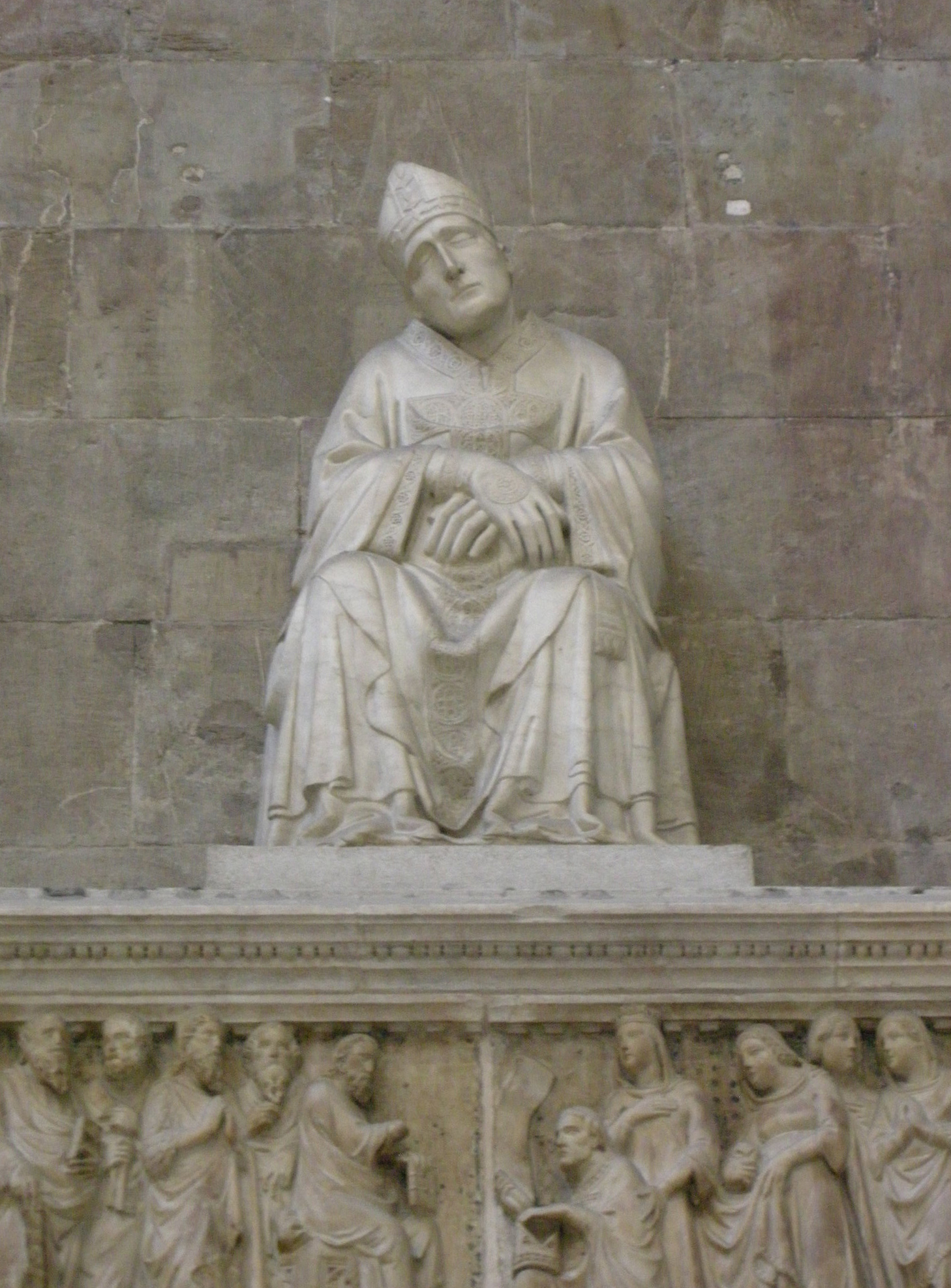
Tino di Camaino, monumento ad Antonio d'Orso (dettaglio), Santa Maria del Fiore

- San Zanobi † (387? - 417? deceduto)
- Maurizio † (545 - 550 deceduto)
- Anonimo † (578? - 590?)
- Reparato † (attestato nel 680)
- Specioso † (prima del 715 - dopo il 729)
- Tommaso † (attestato nel 743)
- Aliprando † (prima dell'826[8] - dopo l'833)
- Radingo † (attestato nell'852)
- Gerardo † (853 - 855)
- Pietro † (attestato nell'861)
- Sant'Andrea † (attestato nell'873)
- Grasulfo † (attestato nell'897)
- Poggio I † (908 - 926)
- Rambaldo † (929 - luglio 964)
- Sichelmo † (964 - 989 deceduto)
- San Podio II † (989 - 28 maggio o 5 giugno 1002 deceduto)
- Guido † (1002 - 1008)
- Ildebrando † (1008 - dopo il 1024)
- Lamberto † (1025 - 1032 dimesso)
- Atto I † (1032 - 1045 deceduto)
- Gherardo di Borgogna † (gennaio 1045 - 27 luglio 1061 deceduto, eletto papa con il nome di Niccolò II nel 1059)
- Pietro Mezzabarba † (1062 - 1068 deposto)
  - Rodolfo † (1068 - 1070) (amministratore apostolico)[9]
- Elinando, O.S.B. † (1070 - 1071)[10]
- Ranieri † (1071 - 12 luglio 1113 deceduto)
- Gottifredo degli Alberti † (1113 - 1142 deceduto)
- Atto II † (1143 - 9 giugno 1154 deceduto)
- Ambrogio, O.S.B.Vall. † (1155 - 20 maggio 1158 deceduto)
- Giulio † (1158 - 1182)
  - Zanobi † (1161) (antivescovo)
- Bernardo † (1182 - 1187)
- Pagano † (1087 - 1090)
- Pietro † (1190 - 1205 deceduto)

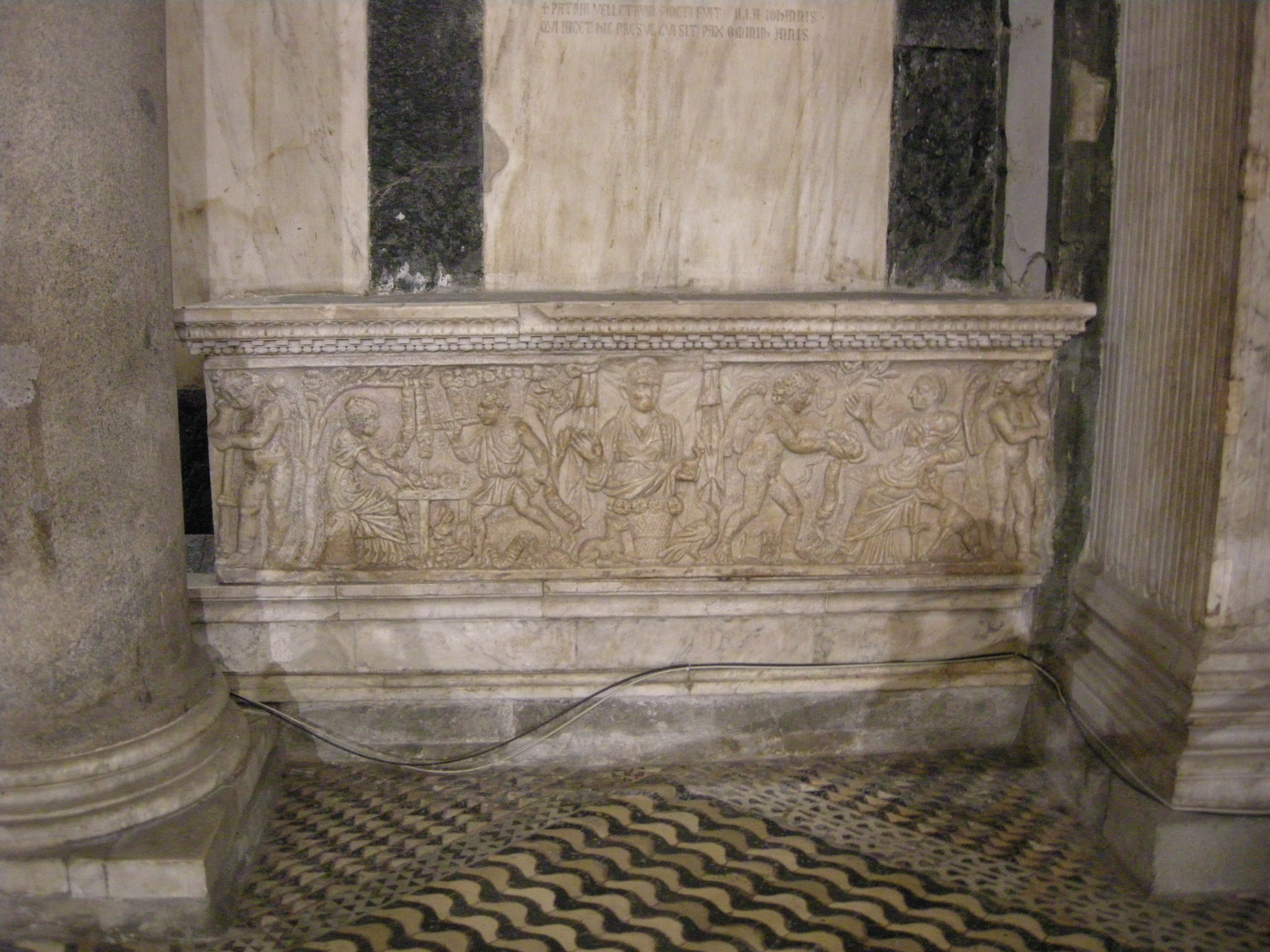
Il sarcofago "della fioraia", opera romana riusata per Giovanni da Velletri nel battistero di Firenze

- Giovanni da Velletri † (1205 - 14 luglio 1230 deceduto)
- Ardengo Trotti o Dei Foraboschi † (7 marzo 1231 - maggio 1247 deceduto)
- Filippo Fontana † (1250 - 1251 nominato arcivescovo di Ravenna)
- Giovanni dei Mangiadori † (1251 - dopo il 1273 deceduto)
- Iacopo da Castelbuono, O.P. † (28 maggio 1286 - 16 agosto 1286 deceduto)
- Andrea dei Mozzi † (29 dicembre 1286 - 13 settembre 1295 nominato vescovo di Vicenza)
- Francesco Monaldeschi † (13 settembre 1295 - 10 dicembre 1302 deceduto)
- Lottieri della Tosa † (14 febbraio 1303 - marzo 1309 deceduto)
- Antonio d'Orso † (9 giugno 1310 - 18 luglio 1321 deceduto)
- Francesco Silvestri † (15 marzo 1323 - 21 ottobre 1341 deceduto)
- Angelo Acciaioli I, O.P. † (26 giugno 1342 - 18 marzo 1355 nominato abate di Montecassino)
- Francesco Atti † (18 marzo 1355 - 23 dicembre 1356 dimesso)
- Filippo dell'Antella † (27 febbraio 1357 - 1363 deceduto)
- Pietro Corsini † (1º settembre 1363 - 7 giugno 1370 dimesso)
- Angelo Ricasoli † (19 giugno 1370 - 9 febbraio 1383 nominato vescovo di Faenza)
- Angelo Acciaioli II † (3 giugno 1383 - 17 dicembre 1384 dimesso, occupa la sede fino al 1387)
- Bartolomeo Uliari, O.Min. † (9 dicembre 1385 - 18 dicembre 1389 dimesso)
- Onofrio Visdomini, O.S.A. † (15 maggio 1390 - 13 dicembre 1400 nominato vescovo di Comacchio)
- Alamanno Adimari † (13 dicembre 1400 - 16 novembre 1401 nominato arcivescovo di Taranto)
- Jacopo Palladini † (16 novembre 1401 - 18 luglio 1410 nominato vescovo di Spoleto)
- Francesco Zabarella † (18 luglio 1410 - 17 giugno 1411 dimesso)

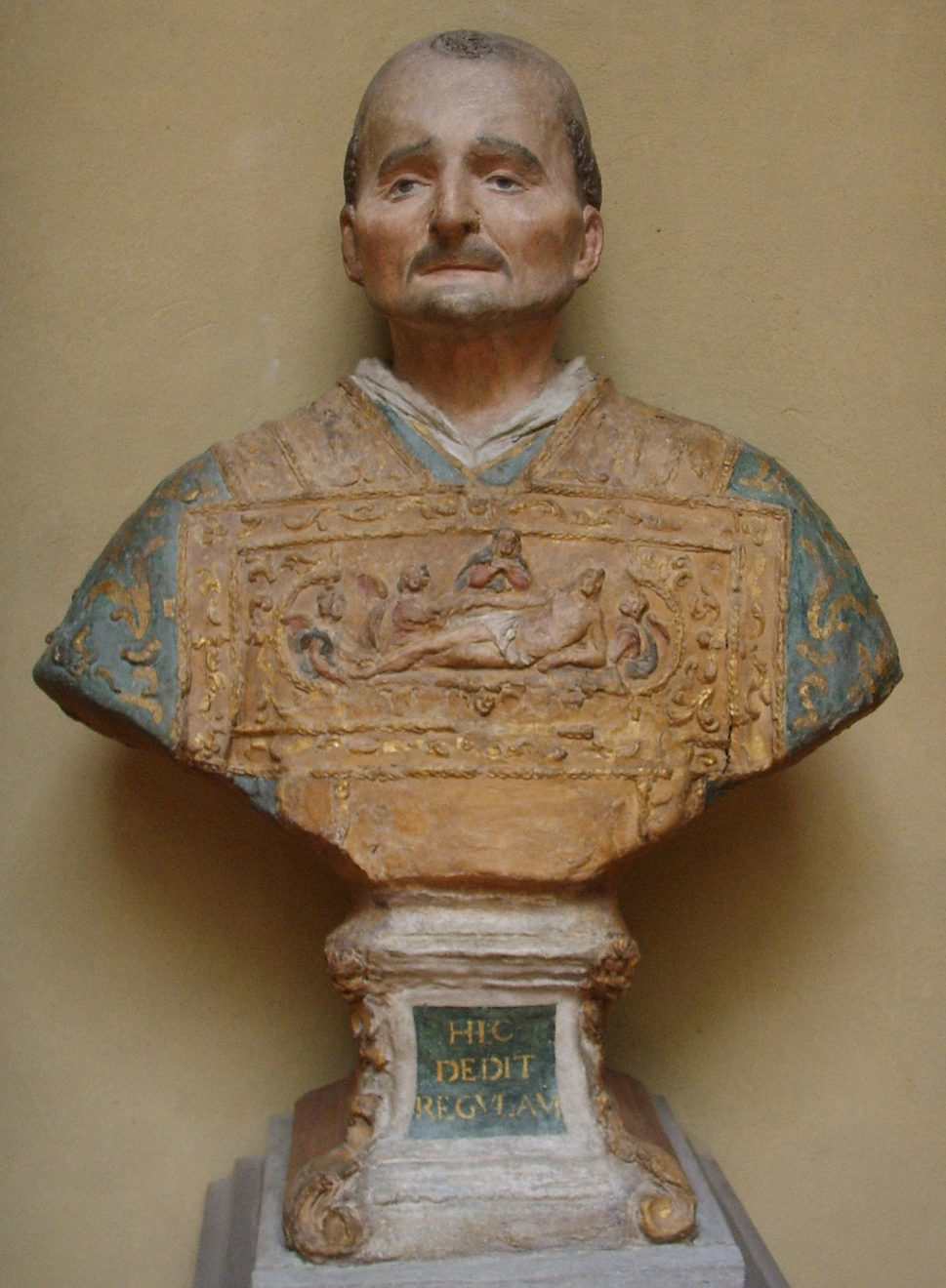
Sant'Antonino

- Amerigo Corsini † (16 luglio 1411 - 18 marzo 1434 deceduto) primo arcivescovo
- Giovanni Vitelleschi † (12 ottobre 1435 - 9 agosto 1437 dimesso)
- Ludovico Scarampi Mezzarota † (6 agosto 1437 - 18 dicembre 1439 nominato patriarca di Aquileia)
- Bartolomeo Zabarella † (18 dicembre 1439 - 21 dicembre 1445 deceduto)
- Sant'Antonino Pierozzi, O.P. † (10 gennaio 1446 - 2 maggio 1459 deceduto)
- Orlando Bonarli † (16 giugno 1459 - 1461 deceduto)
- Giovanni de' Diotisalvi † (22 marzo 1462 - 18 luglio 1473 deceduto)
- Pietro Riario, O.F.M.Conv. † (20 luglio 1473 - 3 gennaio 1474 deceduto)
- Rinaldo Orsini † (28 gennaio 1474 - 5 luglio 1508 dimesso[11])
- Cosimo de' Pazzi † (5 luglio 1508 - 8 aprile 1513 deceduto)
- Giulio de' Medici † (9 maggio 1513 - 19 novembre 1523 eletto papa con il nome di Clemente VII)
- Niccolò Ridolfi † (11 gennaio 1524 - 11 ottobre 1532 dimesso)
- Andrea Buondelmonti † (11 ottobre 1532 - 27 novembre 1542 deceduto)
- Niccolò Ridolfi † (8 gennaio 1543 - 25 maggio 1548 dimesso) † (per la seconda volta)
- Antonio Altoviti † (25 maggio 1548 - 28 dicembre 1573 deceduto)
- Alessandro de' Medici † (15 gennaio 1574 - 1º aprile 1605 eletto papa con il nome di Leone XI)

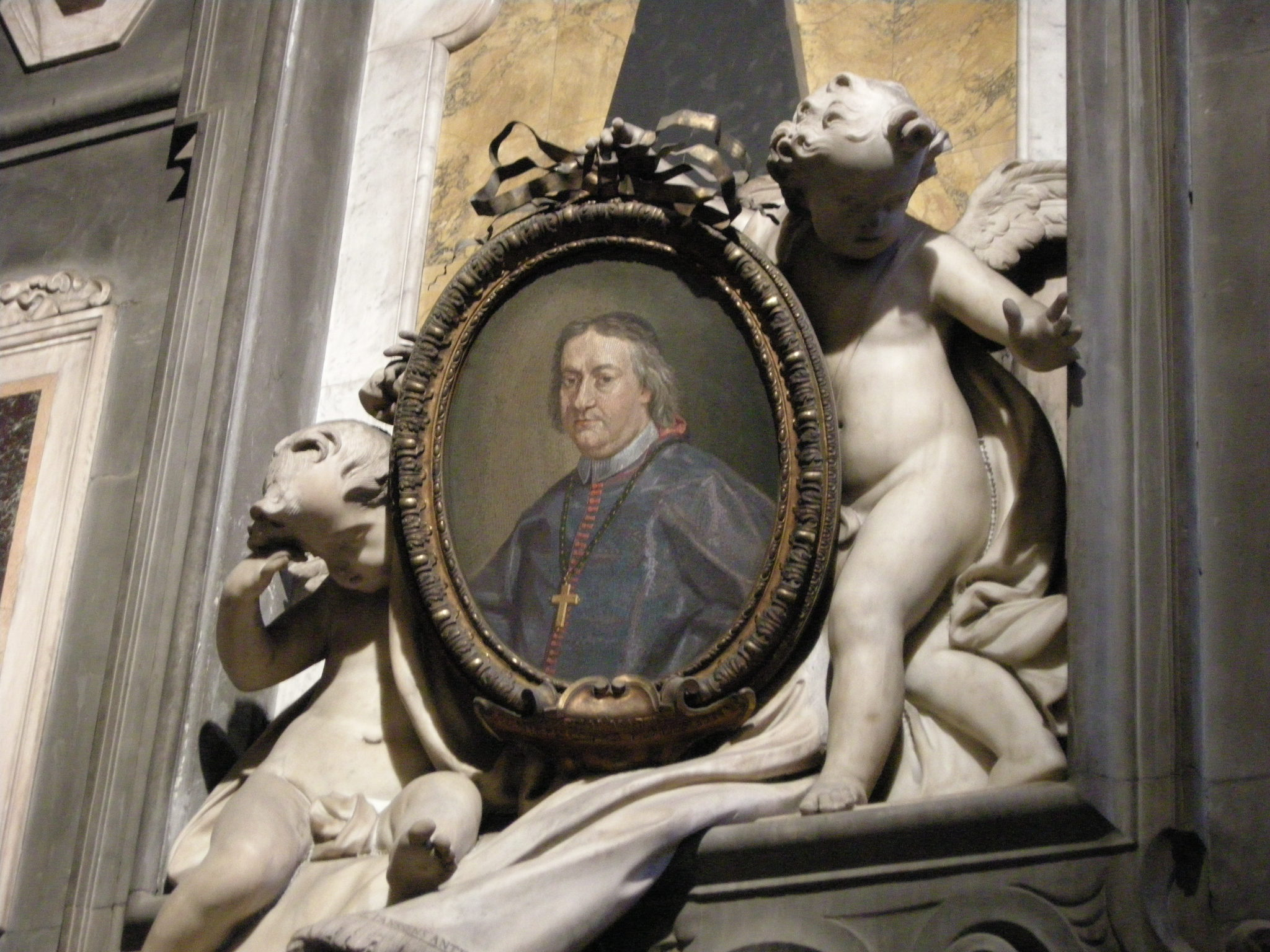
Tomba di Giuseppe Maria Martelli

- Alessandro Marzi Medici † (27 giugno 1605 - 13 agosto 1630 deceduto)
- Cosimo de' Bardi † (9 settembre 1630 - 18 aprile 1631 deceduto)
- Pietro Niccolini † (7 giugno 1632 - 1º dicembre 1651 deceduto)
- Francesco Nerli seniore † (16 dicembre 1652 - 6 novembre 1670 deceduto)
- Francesco Nerli iuniore † (22 dicembre 1670 - 31 dicembre 1682 dimesso)
- Jacopo Antonio Morigia, B. † (15 febbraio 1683 - 23 ottobre 1699 dimesso)
- Leone Strozzi, O.S.B.Vall. † (21 giugno 1700 - 4 ottobre 1703 deceduto)
- Tommaso Bonaventura della Gherardesca † (12 novembre 1703 - 21 settembre 1721 deceduto)
- Giuseppe Maria Martelli † (2 marzo 1722 - 10 febbraio 1740 dimesso)
- Francesco Gaetano Incontri † (29 maggio 1741 - 25 marzo 1781 deceduto)
- Antonio Martini † (25 giugno 1781 - 31 dicembre 1809 deceduto)
  - Sede vacante (1809-1815)
  - Antoine-Eustache d'Osmond † (1811 - 1813) (non confermato dal pontefice)
- Pier Francesco Morali † (15 marzo 1815 - 29 settembre 1826 deceduto)
- Ferdinando Minucci † (28 gennaio 1828 - 2 luglio 1856 deceduto)
- Giovacchino Limberti † (3 agosto 1857 - 27 ottobre 1874 deceduto)
- Eugenio Cecconi † (21 dicembre 1874 - 15 giugno 1888 deceduto)
- Agostino Bausa, O.P. † (11 febbraio 1889 - 15 aprile 1899 deceduto)
- Alfonso Maria Mistrangelo, Sch.P. † (19 giugno 1899 - 7 novembre 1930 deceduto)
- Elia Dalla Costa † (19 dicembre 1931 - 22 dicembre 1961 deceduto)
- Ermenegildo Florit † (9 marzo 1962 succeduto - 3 giugno 1977 ritirato)
- Giovanni Benelli † (3 giugno 1977 - 26 ottobre 1982 deceduto)
- Silvano Piovanelli † (18 marzo 1983 - 21 marzo 2001 ritirato)
- Ennio Antonelli (21 marzo 2001 - 7 giugno 2008 nominato presidente del Pontificio consiglio per la famiglia)
- Giuseppe Betori (8 settembre 2008 - 18 aprile 2024 ritirato)
- Gherardo Gambelli, dal 18 aprile 2024

## Elenco dei sinodi diocesani
Oltre ai sinodi veri e propri sono citati anche i raduni del clero dei quali si abbia notizia, le cui differenze rispetto a un sinodo sono difficilmente riscontrabili per i periodi più antichi.
1. 1073 - Vescovo Ranieri.
2. 1139 - Vescovo Gottifredo degli Alberti.
3. 1286, 3 aprile - Vescovo Jacopo da Castelbuono
4. 1310, 13 agosto - Vescovo Antonio D'Orso.
5. 1327, 1º agosto - Vescovo Francesco di Silvestro da Cingoli.
6. 1343 - Vescovo Angelo Acciaiuoli seniore.
7. 1350, marzo - Vescovo Angelo Acciaioli seniore.
8. 1372, 13-14 gennaio - Vescovo Angelo Ricasoli.
9. 1393, 3 luglio - Vescovo Onofrio Visdomini.
10. 1415 - Vescovo Amerigo Corsini.
11. 1446, 22 aprile - Arcivescovo Sant'Antonino Pierozzi.
12. 1508 - Arcivescovo Cosimo Pazzi.
13. 1517 - Arcivescovo cardinale Giulio de' Medici
14. 1565, 29 marzo - Arcivescovo Antonio Altoviti.
15. 1569, 5 maggio - Arcivescovo Antonio Altoviti.
16. 1573, 9 aprile - Arcivescovo Antonio Altoviti (sinodo provinciale)
17. 1589, 26 marzo-11 giugno - Arcivescovo cardinale Alessandro de' Medici.
18. 1603, 17 giugno - Arcivescovo cardinale Alessandro de' Medici.
19. 1610, 27 maggio - Arcivescovo Alessandro Marzi Medici.
20. 1614, 4 giugno - Arcivescovo Alessandro Marzi Medici.
21. 1619, 14-15 maggio - Arcivescovo Alessandro Marzi Medici.
22. 1623, 17 maggio - Arcivescovo Alessandro Marzi Medici.
23. 1627, 18 maggio - Arcivescovo Alessandro Marzi Medici.
24. 1629, 10 maggio - Arcivescovo Alessandro Marzi Medici.
25. 1637, 16 giugno - Arcivescovo Pietro Niccolini.
26. 1645, 17 maggio - Arcivescovo Pietro Niccolini.
27. 1656, 4 aprile - Arcivescovo cardinale Francesco Nerli seniore.
28. 1663, 26 settembre - Arcivescovo cardinale Francesco Nerli seniore.
29. 1666, 23 settembre - Arcivescovo cardinale Francesco Nerli seniore.
30. 1669, 25 settembre - Arcivescovo cardinale Francesco Nerli seniore.
31. 1674, 12 settembre - Arcivescovo cardinale Francesco Nerli iuniore.
32. 1678, 31 agosto - Arcivescovo cardinale Francesco Nerli iuniore.
33. 1681, 27 agosto - Arcivescovo cardinale Francesco Nerli iuniore.
34. 1691, 26 settembre - Arcivescovo Jacopo Antonio Morigia.
35. 1699, 24 settembre - Arcivescovo Jacopo Antonio Morigia
36. 1710, 10 settembre - Arcivescovo Tommaso Bonaventura Della Gherardesca.
37. 1732, 24 settembre - Arcivescovo Giuseppe Maria Martelli.
38. 1905, 21-23 novembre - Arcivescovo Alfonso Maria Mistrangelo.
39. 1936, 10-12 settembre - Arcivescovo cardinale Elia Dalla Costa.
40. 1946, 8-9 maggio - Arcivescovo cardinale Elia Dalla Costa.
41. 1988 - Arcivescovo cardinale Silvano Piovanelli.
42. 1992 - Arcivescovo cardinale Silvano Piovanelli.

## Statistiche
L'arcidiocesi nel 2023 su una popolazione di 811.258 persone contava 797.227 battezzati, corrispondenti al 98,3% del totale.
| anno | popolazione | popolazione | popolazione | presbiteri | presbiteri | presbiteri | presbiteri                | diaconi | religiosi | religiosi | parrocchie |
| anno | battezzati  | totale      | %           | numero     | secolari   | regolari   | battezzati per presbitero | diaconi | uomini    | donne     | parrocchie |
| ---- | ----------- | ----------- | ----------- | ---------- | ---------- | ---------- | ------------------------- | ------- | --------- | --------- | ---------- |
| 1950 | 845.000     | 850.000     | 99,4        | 1.280      | 640        | 640        | 660                       |         | 428       | 2.850     | 478        |
| 1970 | 800.000     | 850.000     | 94,1        | 926        | 514        | 412        | 863                       | 1       | 554       | 2.918     | 498        |
| 1980 | 897.527     | 937.651     | 95,7        | 832        | 476        | 356        | 1.078                     | 5       | 437       | 2.500     | 499        |
| 1990 | 867.530     | 885.450     | 98,0        | 750        | 416        | 334        | 1.156                     | 24      | 422       | 1.972     | 321        |
| 1999 | 826.484     | 874.172     | 94,5        | 665        | 410        | 255        | 1.242                     | 34      | 294       | 1.869     | 319        |
| 2000 | 806.787     | 854.243     | 94,4        | 659        | 406        | 253        | 1.224                     | 36      | 301       | 1.862     | 318        |
| 2001 | 810.247     | 858.339     | 94,4        | 691        | 401        | 290        | 1.172                     | 38      | 353       | 1.285     | 318        |
| 2002 | 811.547     | 865.259     | 93,8        | 660        | 407        | 253        | 1.229                     | 52      | 418       | 1.900     | 318        |
| 2003 | 814.315     | 868.242     | 93,8        | 645        | 424        | 221        | 1.262                     | 53      | 302       | 1.870     | 318        |
| 2004 | 815.210     | 889.314     | 91,7        | 772        | 402        | 370        | 1.055                     | 54      | 435       | 1.900     | 318        |
| 2006 | 815.000     | 888.237     | 91,8        | 724        | 410        | 314        | 1.125                     | 56      | 391       | 1.795     | 318        |
| 2013 | 846.000     | 853.500     | 99,1        | 620        | 384        | 236        | 1.364                     | 63      | 336       | 1.464     | 314        |
| 2016 | 824.000     | 833.624     | 98,8        | 583        | 367        | 216        | 1.413                     | 67      | 306       | 1.254     | 305        |
| 2019 | 831.320     | 843.980     | 98,5        | 577        | 346        | 231        | 1.440                     | 65      | 314       | 1.685     | 295        |
| 2021 | 808.286     | 812.474     | 99,5        | 590        | 352        | 238        | 1.369                     | 66      | 334       | 1.148     | 291        |
| 2023 | 797.227     | 811.258     | 98,3        | 559        | 336        | 223        | 1.426                     | 67      | 300       | 1.132     | 289        |